# Anna von Österreich (1280–1327)

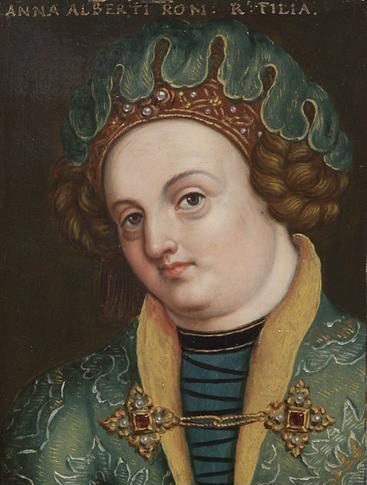
Anna von Österreich, Porträt von Antoni Boys gen. Anton Waiss, um 1580

Anna von Habsburg (* 1275/1280 in Wien; † 19. März 1327 in Liegnitz in Schlesien) war die älteste Tochter des römisch-deutschen Königs Albrecht I. und der Elisabeth von Görz und Tirol. Sie war eine Herzogin von Österreich.
Im Rahmen der gegen Adolf von Nassau gerichteten Bündnisdiplomatie Albrechts I. wurde Anna durch die Vermittlung des Prager Hofs 1293 in Wien mit dem Markgrafen Hermann III. von Brandenburg (1273–1308) verlobt. Zwei Jahre später, 1295, vermählte sie sich mit ihrem Bräutigam in Graz. Aus der Ehe gingen folgende Kinder hervor:
- Agnes von Brandenburg (um 1297–1334), Erbin der Altmark, verheiratet 1309 mit Markgraf Waldemar von Brandenburg (um 1280–1319) und 1319 mit Herzog Otto von Braunschweig-Göttingen (1292–1344)
- Mathilde von Brandenburg (–1323), Erbin der Niederlausitz, verheiratet 1310 mit Herzog Heinrich IV. von Glogau (um 1292–1342)
- Jutta (Judith) von Brandenburg (1301–1353), Erbin von Coburg, verheiratet um 1318 mit Graf Heinrich VIII. von Henneberg (–1347)
- Johann V. von Brandenburg (1302–1317), der Erlauchte

Anna wurde 1308 Witwe und eheliche zwei Jahre später in Breslau den Herzog Heinrich VI. von Breslau (1294–1335), dem sie drei Töchter gebar:
- Elisabeth von Breslau (–1328), verheiratet 1322 mit Herzog Konrad I. von Oels (–1366), Bruder von Heinrich IV. von Glogau
- Euphemia von Breslau (–nach 1383), verheiratet 1324/1325 mit Herzog Bolko von Falkenberg (–1362/65)
- Margaretha von Breslau (–1378), Äbtissin in Breslau

Nach ihrem 1327 erfolgten Tod wurde Anna in der Gruft des Jungfrauenklosters Sankt Klara in Breslau beigesetzt.